# Здесь тоже водятся тигры
«Здесь тоже водятся тигры» (c англ. Here There Be Tygers, в других вариантах перевода также известный как «Тут могут вадица тигры» [sic] и «Да пребудут здесь тигры») — рассказ американского писателя Стивена Кинга, впервые опубликованный в литературном журнале Ubris в 1968 году. Спустя семнадцать лет рассказ вошёл в авторский сборник «Команда скелетов».
По сюжету третьеклассник Чарльз, отправившись в туалет, обнаруживает в нём тигра. Фактически произведение является одним из самых первых написанных рассказов писателя, появившихся в то время, когда Кинг учился в старших классах школы. Литературные критики отметили наличие в новелле социального детерминизма и намеки на сюрреализм, другие не видели в работе ни глубинного смысла, ни символизма. В 2010 году рассказ был экранизирован в формате короткометражного фильма.

## Сюжет
Во время урока третьеклассник Чарльз захотел в туалет. Учитель, прилюдно уточнив, хочет ли он помочиться, разрешила ему выйти. Зайдя в помещение туалета и выглянув из-за угла, Чарльз видит тигра на полу в ванной комнате. Герой стоит у двери, не решаясь войти внутрь. В конце концов к нему подходит ребёнок по имени Кенни Гриффин. Протагонист предостерегает его об опасности, но тот не верит ему и заходит в туалет. Чарльз ожидает криков, но ничего не слышит. Вновь зайдя в помещение, он обнаруживает разорванную  рубашку одноклассника. Чарльз решает облегчиться в раковину, за чем его застаёт мисс Берт. Чарльз говорит учителю, что в туалет заходить нельзя, но мисс Берт его не слушает, после чего он возвращается в класс:177.

## Написание
Кинг упоминал, что его первую учительницу в начальной школе в Стратфорде, штат Коннектикут, по имени миссис Ван Бурен, боялся весь класс. «Полагаю, если бы пришел тигр и съел её, я бы пожал ему лапу. Сами знаете, какие они, эти дети», — говорил он. Писатель зачитывал произведение гостям на мероприятии «Вечер с Кингом» (англ. An Evening with King). Всего в новелле фигурируют восемь персонажей, включая тигра. На написание автора вдохновил рассказ Рея Брэдбери «Вельд». Согласно некоторым источникам, на тот момент Кингу было пятнадцать лет:61. «Здесь тоже водятся тигры» — одно из немногих произведений, сохранившиеся с того периода его творчества и одна из первых его работ вообще:61. Впрочем другие источники косвенно указывают на то, что рассказ был написан позже. Так биограф писателя Лайза Роугек, проводит параллель с эпизодом из жизни младшего сына писателя:243.
Так Оуэн Кинг пожаловался отцу, что приходится тянуть руку каждый раз, когда нужно отпроситься в туалет. «Весь класс знает, что я хочу пи́сать», — рассказал он отцу. Стивен помнил, что сам когда-то чувствовал то же самое. Он утешил сына и задумался над тем, как использовать свой детский опыт, идею о «злобных старых учителях, которые заставляют тебя поднимать руку в присутствии оравы маленьких детей, и когда ты выходишь из класса, все ржут, потому что знают, куда ты пошел». Возможно этот эпизод дал толчок к написанию рассказа:243. Впервые он был опубликован весной 1968 года в литературном журнале Университета штата Мэн Ubris. Рассказ вошёл в сборник «Команда скелетов», который был выпущен в июне 1985 года и был посвящён Оуэну:243. Будучи самой короткой новеллой, хронологически рассказ располагается после «Тумана», самой объёмной работы сборника. Кинг использовал фразу: «Входи, путник, на свой страх и риск: здесь водятся тигры» в качестве эпиграфа к своей работе «Пляска смерти».

## Критика и адаптация
Вадим Эрлихман считал произведение «чисто кинговским»:177. Вопросу социального детерминизма в школе посвящено множество работ писателя. Помимо рассказа «Здесь тоже водятся тигры», Кинг обращается к этой тематике в «Кэрри», «Ярости», «Способном ученике», «Кристине», «Сердцах в Атлантиде» и других:210-211. Критики писали, что леденящий кровь рассказ становится более впечатляющим, поскольку писатель не объясняет, каким образом тигр попал в школьный туалет для мальчиков. Обозреватели отмечали подражание Рею Брэдбери:177. Повествовательное наполнение не получило общей оценки. Так, одни рецензенты считали, что краткость рассказа не дает персонажам места для роста. В повествовании нет ни глубинного смысла, ни символики, а сама история — «слегка странная фантастика». Однако не стоит винить в этом Кинга, учитывая что это фактически его ученическая работа. Другие авторы видели в новелле сюрреализм и считали саму работу успешной, главным образом за счёт выпадающей из общего фона детали — тигра, изображённого убедительно и реалистично.
В истории недостаточно материала для адаптации, тем не менее рассказ был экранизирован в формате короткометражного фильма продолжительностью в восемь минут. Премьера состоялась 14 апреля 2010 года. Режиссёрами ленты выступили два студента Оберлинского колледжа в Огайо — Аарон Ботвик и Джошуа Медоу. Роль Чарльза исполнил Моз Хальперин (англ. Moze Halperin), миссис Берт — Мариса Закария (англ. Marisa Zakaria). Фильм снят в чёрно-белой палитре. Адаптация жанрово приблизилась к сатирической комедии. По признанию Ботвика, съёмки стали «катастрофой», поскольку сопровождались всяческими неприятностями — в частности электрическим ожогом от удара током из-за неисправной розетки. Актёр, который играл роль Кевина, не появлялся на съёмках из-за проблем с родителями.